# Henry Graux
Cet article possède un paronyme, voir Enrique Grau.
Pour les articles homonymes, voir Graux.
Henri Graux, né le 24 mars 1888 à Paimbœuf (Loire-Inférieure), mort le 26 février 1979 à Cannes, est un homme politique et haut fonctionnaire français, préfet de la Drôme de 1933 à 1936, préfet des Deux-Sèvres de 1936 à 1940, préfet du Calvados de 1940 à 1942 puis maire du 16e arrondissement de Paris de 1952 à 1963.

## Biographie

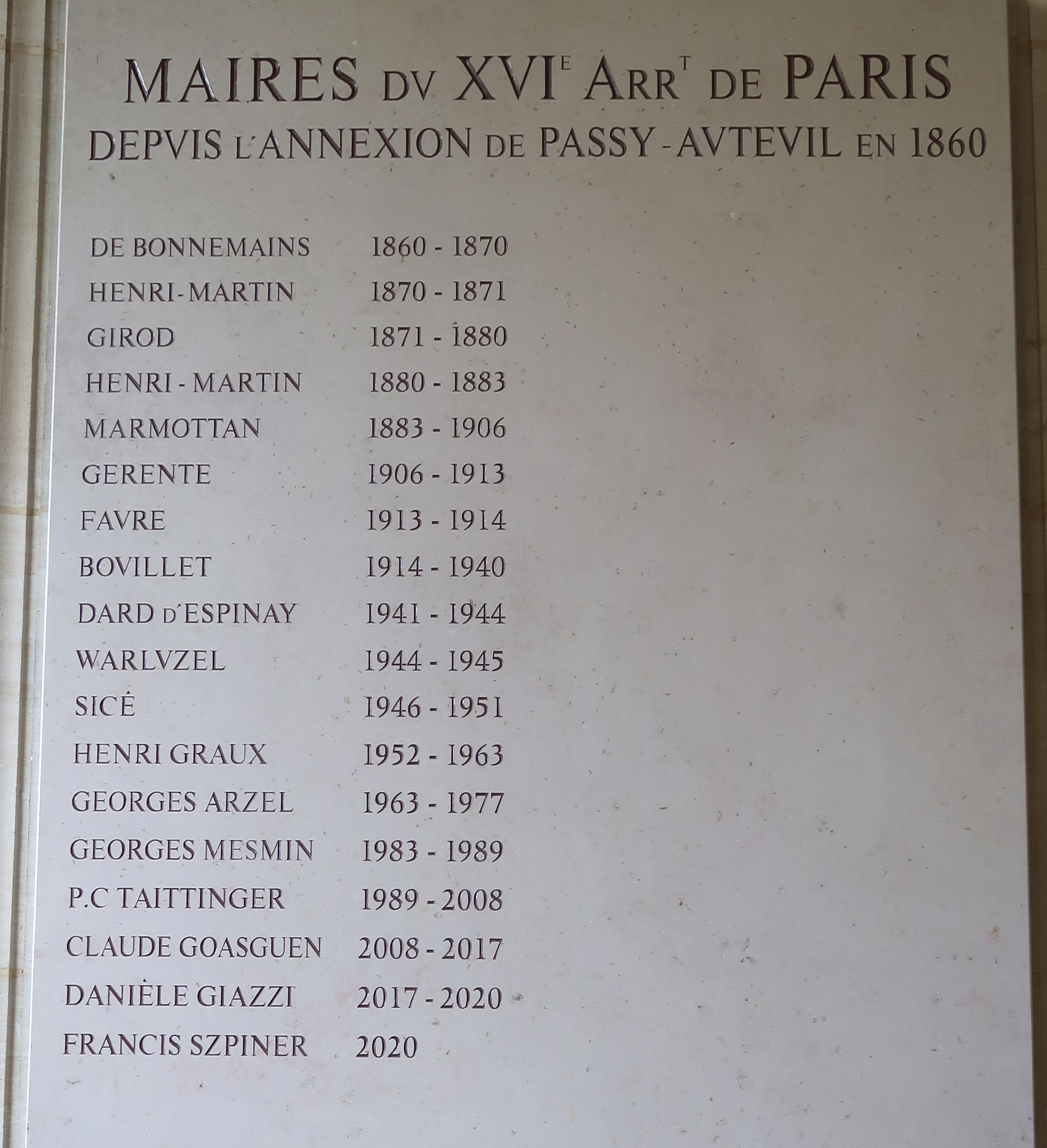
Liste des maires du 16e arrondissement de Paris ; plaque située dans la mairie.

Henri Graux est nommé à Caen le 1er juin 1940 et subit le choc de la défaite alors qu'il ne connaît encore rien de son département. Il retrouve deux de ses collaborateurs : le secrétaire général Paul Talandier et le chef de cabinet Max Maurin, amis dévoués et compétents. Le nouveau préfet mène une action efficace pour accueillir les dizaines de milliers de réfugiés fuyant l'avance allemande, et rassurer la population puis, après l'arrivée de l'occupant, prend les mesures nécessaires pour rétablir l'ordre, pourvoir au ravitaillement, organiser l'aide sociale et l'assistance aux plus démunis. L'action est de chaque instant et rapidement le préfet stabilise la situation, mais il lui faut côtoyer l'occupant. Son interlocuteur, le Feldkommandant Elster, ne lui facilite pas la tâche.
Durant tout le temps où il exerce ses fonctions dans le Calvados, Henri Graux défend avec opiniâtreté les intérêts français contre les empiétements allemands. Il s'oppose à ceux-ci lorsqu'il le juge nécessaire et notamment face à des mesures de nature répressive. C'est ainsi qu'il intervient en vain en faveur de Lucien Frémont, maire de Lasson, condamné à mort et qui sera exécuté. Il ne montre pas de sympathie aux mouvements collaborationnistes et se heurte violemment à Julien Lenoir, responsable du groupe Collaboration dans le Calvados.
Sa dernière levée de boucliers provoquera son départ. Après le double-sabotage d'Airan, le préfet intervient auprès des autorités allemandes pour obtenir un allègement des sanctions frappant le département, notamment concernant l'exécution d'otages. 
Le 8 mai 1942, il s'oppose aux Allemands qui demandent la collaboration des autorités françaises pour l'arrestation de trente personnes, qui ne seront pas considérées comme otages. Henri Graux fait valoir la Convention d'armistice et refuse de coopérer. Il sait ce que vaut la parole allemande. Quelques jours plus tôt, une centaine de personnes avaient été arrêtées dans le département et transférées sur Compiègne malgré la promesse de ne pas les considérer comme otages. Pour les Allemands, ce refus est de trop. Ils obtiennent, au mois de juin 1942, son rappel. Celui-ci intervient définitivement le 25 août 1942. Henri Graux est mis hors cadre jusqu'à la fin de la guerre.
Malgré son attitude courageuse, Henri Graux ne retrouvera pas de poste de préfet à la Libération.
Il doit attendre 1952 pour retrouver une responsabilité, comme maire du 16e arrondissement de Paris, fonction qu'il exercera jusqu’à sa retraite en 1963.
Il meurt le 26 février 1979.

## Distinctions
- Officier de la Légion d'honneur (1951)